# Stazione di Shin-Misato
La stazione di Shin-Misato (新三郷駅?, Shin-Misato-eki) è una stazione ferroviaria situata della città di Misato nella prefettura di Saitama, ed è servita dalla linea Musashino della JR East.

## Servizi ferroviari
East Japan Railway Company
■ Linea Musashino

## Struttura
La stazione è dotata di due marciapiedi laterali serventi due binari su viadotto. 
| 1 | ■ Linea Musashino | per Shin-Matsudo, Nishi-Funabashi e Tokyo          |
| 2 | ■ Linea Musashino | per Minami-Urawa, Nishi-Kokubunji e Fuchū-Hommachi |

## Stazioni adiacenti
| «                | Servizio        | »               |
| Linea Musashino  | Linea Musashino | Linea Musashino |
| ---------------- | --------------- | --------------- |
| Yoshikawa-Minami | Locale          | Misato          |